# Hrdelní žíla
Hrdelní žíly (venae jugularis, hrdelnice) je souhrnné označení pro žíly:
- vnitřní hrdelní žíla (vena jugularis interna)
- zevní hrdelní žíla (vena jugularis externa)

Nacházejí se v krku. Ústí do vena subclavia, které zase ústí do horní duté žíly (vena cava superior). Hrdelní žíly přivádějí přes horní dutou žílu odkysličenou krev z hlavy do srdce. Vnitřní hrdelní žíla (vena jugularis interna) je hlavní žíla krku; naproti tomu hlavní tepnou krku je krkavice.